# برادرم… نیکل
برادر من… نیکل (به هندی: My Brother…Nikhil) فیلمی محصول سال ۲۰۰۵ و به کارگردانی اونیر است. در این فیلم بازیگرانی همچون سانجای سوری، جوهی چاولا، ویکتور بنرجی، پوراب کهلی، لیلیت دوبی، دیپانیتا شارما، شایان منشی، سوجوی گوش، دیا میرزا ایفای نقش کرده‌اند.